# Maggie Grace

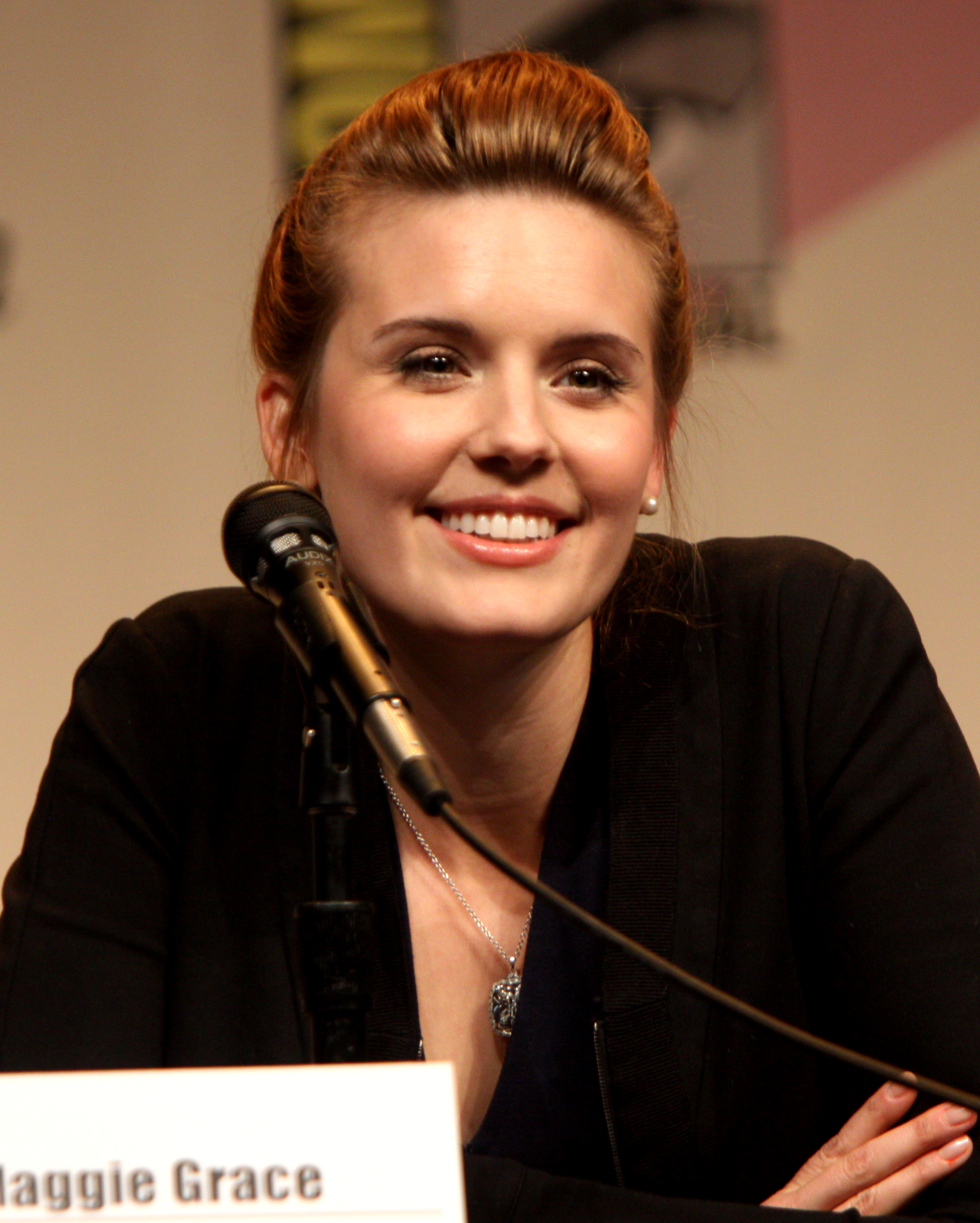
Maggie Grace, 2012

Maggie Grace, właśc. Margaret Grace Denig (ur. 21 września 1983 w Worthington w stanie Ohio) – amerykańska aktorka filmowa i telewizyjna.

## Filmografia
- 2001: Rachel's Room jako Rachel Reed
- 2002: Shop Club
- 2002: Murder in Greenwich jako Martha Moxley
- 2002: Septuplets jako Hope Wilde
- 2003: 12 Mile Road jako Dulcie Landis
- 2003: Kryminalne zagadki Miami (CSI: Miami) jako Amy Gorman
- 2003: The Lyon’s Den jako Haley Dugan
- 2003: Cuda (Miracles) jako Hannah Cottrell
- 2004: Creature Unknown jako Amanda
- 2004: Dowody zbrodni (Cold Case) jako Renee
- 2004: Oliver i przyjaciele (Oliver Beene) jako Elke Nelsonbooster
- 2004: Like Family jako Mary
- 2004: Prawo i porządek: sekcja specjalna (Law & Order: Special Victims Unit) jako Jessie Dawning
- 2004–2010: Zagubieni (Lost) jako Shannon Rutherford
- 2005: Mgła (The Fog) jako Elizabeth Williams
- 2007: Suburban Girl jako Chloe
- 2007: Rozważni i romantyczni – Klub miłośników Jane Austen (Suburban Girl) jako Allegra
- 2008: Uprowadzona (Taken) jako Kim Mills
- 2009: Malice in Wonderland jako Alice
- 2010: Flying Lessons jako Sophie Conway
- 2010: Wybuchowa para (Knight and Day) jako April Havens
- 2010: Eksperyment (The Experiment) jako Bay
- 2010: W pogoni za zemstą (Faster) jako Lily
- 2011: Saga „Zmierzch”: Przed świtem – część 1 (The Twilight Saga: Breaking Dawn – Part 1) jako Irina Denali
- 2012: Lockout jako Emilie Warnock
- 2012: Saga „Zmierzch”: Przed świtem – część 2 (The Twilight Saga: Breaking Dawn – Part 2) jako Irina Denali
- 2012: Uprowadzona 2 (Taken 2) jako Kim Mills
- 2012: Decoding Annie Parker jako Sarah
- 2013: Californication jako Faith
- 2013: The Following jako Sarah Fuller
- 2013: When Calls the Heart jako Aunt Elizabeth
- 2014: Kłopoty z Alexem (About Alex) jako Siri[1]
- 2015: Uprowadzona 3 (Taken 3) jako Kim Mills
- 2016: Showing Roots jako Violet[1]
- 2016: Wybór (The Choice) jako Steph[1]
- 2017: Po katastrofie (Aftermath) jako Christina[1]
- 2017: The Scent of Rain and Lightning jako Laurie[1]
- 2017: Relative Insanity jako Nina[1]
- 2018: Huragan (The Hurricane Heist) jako Casey[1]
- 2018: Supercon jako Allison McNeeley[1]
- 2018-2021: Fear the Walking Dead jako Althea Szewczyk-Przygocki[1]
- 2020: Miłość, ślub i inne nieszczęścia (Love, Wedding & Other Disasters) jako Jesse[1]